# UNDER 25 OWARAI CHAMPIONSHIP
UNDER 25 OWARAI CHAMPIONSHIP（アンダー にじゅうご オワライ チャンピオンシップ）はニッポン放送とSLUSH-PILE.が主催する25歳以下のお笑いコンテストである。

## 概要
このコンテストは2023年度に創設されるもので、「お笑い」において、「『若い』才能の芽吹き」に注目して、参加者の条件を25歳以下に定めたのが特徴となっている。
この賞レースの目的としては、「価値観が大きく変わったこの時代を担う、若き芸人・パフォーマーと、観客、スタッフとの出会いの場をつくり、10年、20年先まで、ラジオのパーソナリティを務めるような、そしてテレビや舞台で輝き続けるような若きお笑いスター」を発掘するためである。
優勝者には賞金25万円に加え、いずれもニッポン放送の「冠ポッドキャスト番組レギュラーパーソナリティ権」・「オールナイトニッポン0(ZERO)」土曜単発パーソナリティ権」・「高田文夫のラジオビバリー昼ズ」「ナイツ　ザ・ラジオショー」のゲストの出演権が授与される。
2023年、2024年に開催されたが、2025年の開催が告知されていない。

## 審査方法
第1回は、1stステージでは6人の審査員に観客票を加えた700点満点、Finalステージでは7票満点で審査。
第2回は3人の審査員、準決勝上位敗退者、観客の3方向による、1対1の対決形式による勝ち残り方式の二択審査。

## 歴代優勝者
| 回 | 大会期間                | グループ名   | 結成年 | 所属事務所                   | 出場組数 |
| -- | ----------------------- | ------------ | ------ | ---------------------------- | -------- |
| 1  | 2023年 6月3日 - 9月16日 | えびしゃ     | 2021年 | ワタナベエンターテインメント | 1004     |
| 2  | 2024年 6月1日 - 9月22日 | ガングリオン | 2020年 | 無所属                       |          |

## 歴代決勝戦結果

### 第1回（2023年）
| 順位   | グループ名               | 出番順 | 所属                               | 芸種   | 1st得点 | Final得票数 |
| ------ | ------------------------ | ------ | ---------------------------------- | ------ | ------- | ----------- |
| 優勝   | えびしゃ                 | 2      | ワタナベエンターテインメント       | コント | 630     | 6           |
| 準優勝 | 兄弟                     | 3      | 吉本興業                           | 漫才   | 623     | 1           |
| 3位    | 伝書鳩                   | 8      | 駒澤大学お笑い集団ナイフとフォーク | コント | 621     | 0           |
| 4位    | ペンた丸                 | 6      | プロダクション人力舎               | ピン芸 | 613     |             |
| 5位    | 友田オレ                 | 9      | GATE                               | ピン芸 | 595     |             |
| 6位    | デカ盛り薬膳             | 5      | 駒澤大学お笑い集団ナイフとフォーク | 漫才   | 589     |             |
| 7位    | ガングリオン             | 10     | （無所属）                         | 漫才   | 556     |             |
| 8位    | でぃ                     | 1      | （無所属）                         | ピン芸 | 552     |             |
| 9位    | 村上、元気そうでよかった | 4      | マセキ芸能社                       | ピン芸 | 537     |             |
| 10位   | リバーマン               | 7      | ワタナベエンターテインメント       | コント | 532     |             |

### 第2回（2024年）
| 順位       | グループ名             | 出番順 | 出場回数     | 所属                         | 芸種   |
| ---------- | ---------------------- | ------ | ------------ | ---------------------------- | ------ |
| 優勝       | ガングリオン           | B-5    | 2年連続2回目 | （無所属）                   | 漫才   |
| 準優勝     | 清水駿平               | A-4    | 初出場       | マセキ芸能社                 | ピン芸 |
| 決勝戦敗退 | ナユタ                 | A-1    | 初出場       | 早稲田大学お笑い工房LUDO     | 漫才   |
| 決勝戦敗退 | ヤッホイ               | A-2    | 初出場       | グレープカンパニー           | コント |
| 決勝戦敗退 | 伝書鳩                 | A-3    | 2年連続2回目 | 吉本興業                     | コント |
| 決勝戦敗退 | ダブルグッチー         | A-5    | 初出場       | グレープカンパニー           | 漫才   |
| 決勝戦敗退 | 江戸川ジャンクジャンク | B-1    | 初出場       | ワタナベエンターテインメント | コント |
| 決勝戦敗退 | 惹女香花               | B-2    | 初出場       | グレープカンパニー           | ピン芸 |
| 決勝戦敗退 | リバーマン             | B-3    | 2年連続2回目 | ワタナベエンターテインメント | コント |
| 決勝戦敗退 | 友田オレ               | B-4    | 2年連続2回目 | GATE                         | ピン芸 |

## 歴代準決勝進出者一覧
- 愛カマキリズ
- 赤にしん
- 雨色天気
- アランスミシー
- アリオス
- うさぎマンボ
- うそ漫画同好会ベベ
- えびしゃ
- 鉛筆ドリル
- お越しの方
- 小田林
- 俺達。
- ガールズナイト
- 海底金融
- ガングリオン
- 兄弟
- ギンコマツ
- グラマラスグランマ
- グレンジャー
- ことぶき
- サニーベア
- さめともだち
- 清水駿平
- 鯱鉾ダイナソー
- シャンシャン
- 森羅万象
- ストロングブルジュニア
- センチメンタルズ
- ソーリュー
- ダブルグッチー
- ダンドウ
- チャーシューくん
- ツクヨミ
- でぃ
- デカ盛り薬膳
- 伝書鳩
- 土井集合住宅
- 友田オレ
- ナユタ
- 奈良原
- 2番目のアポロ
- 布ちゃん
- ねじれネジ
- ノコノコみさき
- 祝詞
- ハイロング
- ハウンドチョーカー
- 破壊ありがとう
- ぱぴよんぼういず
- 惹女香花
- 美魔女
- フォーク連打
- ペンた丸
- ミックストマトジュース
- 村上、元気そうでよかった。
- もめんと
- ももグミ
- リサリサの庭
- リバーマン
- ワルヂエ

- あくびぼうや
- アリオス
- 有元さくら子
- 一刻
- ウォーターズ
- 江戸川ジャンクジャンク
- おいで夏の境界線
- 乙女ブレンド
- ガム
- ガングリオン
- 希望マリア
- きみポカ
- クリアノート
- グレンジャー
- 月刊暴力
- サイハテ
- 鯖のTシャツ
- 3秒遅れ
- 清水駿平
- 軍鶏
- 雀カンタービレ
- すらまぱぎ
- セセラギ
- ソレイユ
- ダブルグッチー
- 駐輪ガム
- チルダーリー
- ツクヨミ
- 伝書鳩
- 点々
- 天明ブラウン
- 友田オレ
- 虎につばさ
- ナユタ
- ネネネ
- ネルドラント
- ハヤイカガヤイ
- ハルツキノヒカリ
- 惹女香花
- 美魔女
- ピ夜
- ファルシー
- フルメタルドッグ
- ボブのコーラ
- 松枝七味
- まつりか
- マルマとタケテ
- 瑞香理保
- ミックストマトジュース
- メカニカル靭帯
- もみもじ
- もめんと
- ももか
- ヤッホイ
- 横ノリCode
- ラクダの公園
- リバーマン
- リョウザンパク
- ろけっとはなび
- one

## 出演者
司会
- 2023年 - 三四郎
- 2024年 - かもめんたる、かが屋

## 審査員
| 回 | 1次予選 - 準決勝                                                                                   | 決勝                                                            |
| -- | -------------------------------------------------------------------------------------------------- | --------------------------------------------------------------- |
| 1  | - 飯塚大悟 - 佐藤満春 - 佐藤隆輔 - 関野樹 - 高橋雄作 - 長崎周成 - 野上大貴 - 宮森かわら - 渡辺佑欣 | - 石井玄 - オークラ - 大橋裕之 - 佐久間宣行 - 澤部渡 - 玉田真也 |
| 2  | | - 大井洋一 - 飯塚大悟 - 渡辺佑欣                                |

## 大会主題歌
- スカート『期待と予感』